# Gausón
Gausón va ser un general àstur semillegendari que va lluitar contra els romans a les guerres astur-cantàbres (29 aC–19 aC).
Poc se sap de Gausón per la manca de fonts clàssiques, però els còdexs històrics, la tradició oral i altres diverses fonts sí que esmenten la seva presència a les guerres del Cantàbric com a cap militar dels exèrcits àstur que van atacar les legions romanes prop de la ciutat de Lancia durant campanya de Bellum Asturicum.